# Macaria distribuaria
Macaria distribuaria, conocida (en inglés) como la polilla angular de la llanura costera meridional, es una especie de polilla geométrida, descrita por primera vez por Jacob Hübner en 1825. Se encuentra distribuida en islas del mar Caribe, en América Central y América del Norte. Es una polilla mediana, pero la de mayor tamaño del género Macaria.

## Descripción
Es una polilla grande en comparación con las polillas de su género, con una envergadura de 28 a 35 milímetros (1,1 a 1,4 plg), su color base es gris violáceo con líneas negras onduladas y una amplia banda marrón cerca del borde exterior del ala anterior. Macaria distribuaria carece de la gran mancha y la muesca oscura en el área subapical típica de otras especies del género Macaria, pero las líneas y sombreados son, por lo demás, más pronunciados. La línea antemediana y la posmediana son finas, negras y onduladas, creando una constricción en el espacio medial del ala. Las áreas basal y medial del ala suelen estar sombreadas de gris pálido; ambas áreas pueden ser estriadas o moteadas de marrón grisáceo. Más allá de la línea posmediana se ve un sombreado marrón rojizo a chocolate que llena el área subterminal del ala. El ápice suele ser más pálido que el área marrón circundante, que a menudo está sombreada de marrón más oscuro. Al igual que en otros miembros de este grupo de especies, la cabeza es roja u ocre, en contraste con el tórax y el abdomen, que son de color gris más pálido.

### Larvas
Pertenece a un grupo de especies cuyas orugas son todas similares entre sí, con excepción de la M. aequiferaria: son de color verde brillante o rojizo, con franjas subdorsales y subespiraculares de color crema, que recorren la longuitud de su cuerpo. Dado que tanto las M. distribuaria como las M. transitaria y M. bicolorata se alimentan del pino de hoja larga, es necesario criar las larvas hasta la edad adulta para determinar su especie.
Las larvas son estenófagas y se alimentan principalmente de pino de hoja larga, aunque también utilizan la P. elliottii), una especie introducida.

## Hábitat
Se distribuye en un hábitat dominados por el pino de hoja larga, incluyendo sabanas húmedas y mésicas, y bosques planos, hasta dunas secas y xéricas de la llanura costera.